# Соризоле
Соризоле (итал. Sorisole) је насеље у Италији у округу Бергамо, региону Ломбардија.
Према процени из 2011. у насељу је живело 8614 становника. Насеље се налази на надморској висини од 298 м.

## Географија
| Клима (Соризоле)           | Клима (Соризоле) | Клима (Соризоле) | Клима (Соризоле) | Клима (Соризоле) | Клима (Соризоле) | Клима (Соризоле) | Клима (Соризоле) | Клима (Соризоле) | Клима (Соризоле) | Клима (Соризоле) | Клима (Соризоле) | Клима (Соризоле) | Клима (Соризоле) |
| Показатељ \ Месец          | .Јан.            | .Феб.            | .Мар.            | .Апр.            | .Мај.            | .Јун.            | .Јул.            | .Авг.            | .Сеп.            | .Окт.            | .Нов.            | .Дец.            | .Год.            |
| -------------------------- | ---------------- | ---------------- | ---------------- | ---------------- | ---------------- | ---------------- | ---------------- | ---------------- | ---------------- | ---------------- | ---------------- | ---------------- | ---------------- |
| Средњи максимум, °C (°F)   | 6 (43)           | 8 (46)           | 12 (54)          | 16 (61)          | 21 (70)          | 25 (77)          | 28 (82)          | 27 (81)          | 23 (73)          | 18 (64)          | 11 (52)          | 6 (43)           | 28 (82)          |
| Средњи минимум, °C (°F)    | −2 (28)          | 0 (32)           | 3 (37)           | 7 (45)           | 11 (52)          | 14 (57)          | 17 (63)          | 17 (63)          | 14 (57)          | 9 (48)           | 4 (39)           | −1 (30)          | −2 (28)          |
| Количина падавина, mm (in) | 71 (28)          | 64 (25,2)        | 83 (32,7)        | 89 (35)          | 127 (50)         | 113 (44,5)       | 110 (43,3)       | 129 (50,8)       | 94 (37)          | 109 (42,9)       | 111 (43,7)       | 56 (22)          | 1,156 (455,1)    |
| [ тражи се извор ]         |                  |                  |                  |                  |                  |                  |                  |                  |                  |                  |                  |                  |                  |

## Становништво
| 1931. | 1936. | 1951. | 1961. | 1971. | 1981. | 1991. | 2001. | 2011. |
| ----- | ----- | ----- | ----- | ----- | ----- | ----- | ----- | ----- |
| 3.181 | 3.206 | 3.991 | 4.645 | 6.291 | 7.440 | 8.120 | 8.303 | 9.097 |